# Itapura (ort)
Itapura är en ort i Brasilien.   Den ligger i kommunen Itapura och delstaten São Paulo, i den södra delen av landet, 700 km sydväst om huvudstaden Brasília. Itapura ligger 290 meter över havet och antalet invånare är 4 360.
Terrängen runt Itapura är platt. Runt Itapura är det glesbefolkat, med 14 invånare per kvadratkilometer.. Det finns inga andra samhällen i närheten.
Omgivningarna runt Itapura är en mosaik av jordbruksmark och naturlig växtlighet.